# Rezerwat im. Króla Jana Sobieskiego

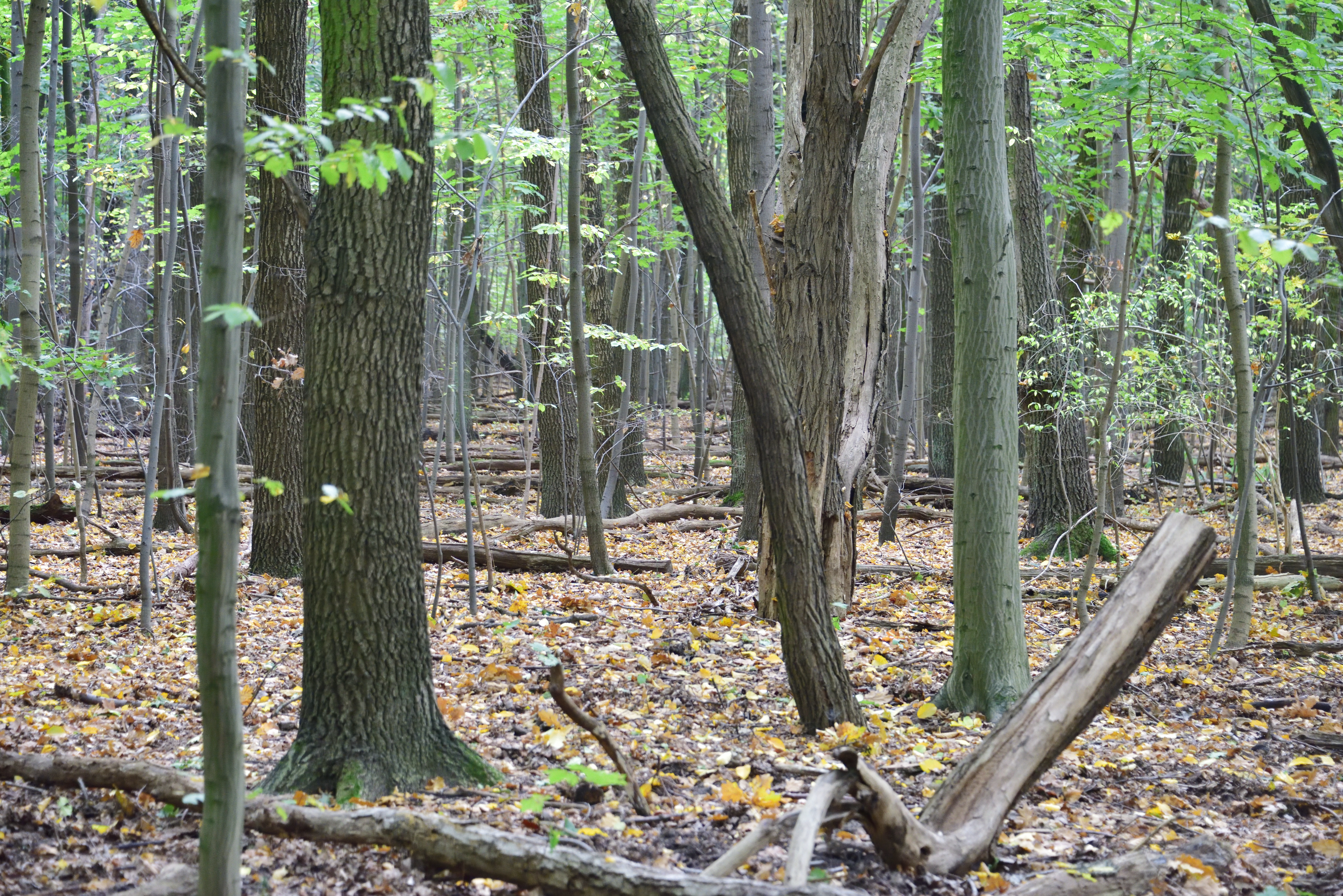
Fragment rezerwatu przy ul. Kościuszkowców

Rezerwat im. Króla Jana Sobieskiego – leśny rezerwat przyrody położony w Warszawie, w północno-wschodniej części dzielnicy Wawer. 
Jest jednym z dziewięciu rezerwatów Mazowieckiego Parku Krajobrazowego. Rezerwat wydzielony z dóbr wilanowskich utworzono przed II wojną światową na znacznie większej powierzchni (całe uroczysko Las Sobieskiego – do granicy z Wesołą).
Celem powołania rezerwatu jest ochrona fragmentów starodrzewu dębowego w wieku do 150-170 lat, na siedlisku grądu i dąbrowy świetlistej, będącego częścią pierwotnej Puszczy Mazowieckiej.
Rezerwat, z wyjątkiem znajdującego się na jego terenie cmentarza Ofiar II Wojny Światowej, nie jest udostępniony dla ruchu turystycznego.

## Flora
Równina zastoiska kawęczyńskiego z iłami wstęgowymi jest porośnięta lasem sosnowo-dębowo-lipowym (2 rodzime gatunki dębów) z domieszką czarnej brzozy. Na niewielkich wydmach występuje bór sosnowo-modrzewiowy. 
- drzewostan będący przedmiotem ochrony
  - dąb szypułkowy (Quercus robur)
  - dąb bezszypułkowy (Quercus petraea)
  - lipa drobnolistna (Tilia cordata)
- ochrona ścisła
  - lilia złotogłów (Lilium martagon)
- ochrona częściowa
  - miodownik melisowaty (Melittis melisophyllum)
  - naparstnica zwyczajna (Digitalis grandiflora)
  - orlik pospolity (Aquilegia vulgaris)
  - pomocnik baldaszkowaty (Chimaphila umbellata)
  - turówka leśna (Hierochloe australis)
  - turówka wonna (Hierochloe odorata)

## Fauna
W rezerwacie można spotkać borsuka, kunę leśną, borowiaczka, mroczka późnego, gacka szarego, borowca wielkiego, dzięcioła czarnego, dzięcioła średniego, myszołowa, jastrzębia, puszczyka, muchołówkę małą, muchołówkę żałobną, zaskrońca czy padalca. Z owadów prawnie chronionych związanych z dziuplastymi drzewami stwierdzono kwietnicę okazałą.